# 孔颖草属
孔颖草属（学名：Bothriochloa）是禾本科下的一个属。该属共有约25种，分布于热带非洲和亚洲。